# Ротонда Бродского
«Рото́нда» — архитектурный проект Александра Бродского, осуществлённый в рамках фестиваля «Архстояние» в 2009 году на территории нынешнего Парка «Никола-Ленивец» и в Пермском музее современного искусства PERMM.
«Ротонда» представляет собой деревянное двухэтажное круглое здание с плоской крышей. По периметру здания расположена 21 дверь, в центре сооружения — камин.
Бродский, вопреки обыкновению, отсутствовал на строительстве «Ротонды» в Никола-Ленивце, поскольку был приглашён в это время Маратом Гельманом в Пермь.
В 2010 г. объект удостоен премии «Архивуд» в номинации «Лучший арт-объект, сделанный из дерева».
В 2016 г. сооружение находилось в аварийном состоянии и должно было закрыться для посетителей. С 21 февраля по 30 мая 2016 на портале Planeta.ru, проводился сбор "Сохрани Ротонду", было собрано чуть более запланированных организаторами сбора 750 тысяч рублей.
На 2024 год Ротонда находилась в рабочем состоянии и принимала посетителей, о чем свидетельствуют, в частности, отзывы и  фотографии посетителей, опубликованные в сервисе Яндекс.Карты, а также публикации о фестивале Архстояние 2024